# Desmopterella willemsei
Desmopterella willemsei är en insektsart som beskrevs av Kevan, D.K.M. 1970. Desmopterella willemsei ingår i släktet Desmopterella och familjen Pyrgomorphidae. Inga underarter finns listade i Catalogue of Life.